# Министерство новых и возобновляемых источников энергии Индии
Министерство новых и возобновляемых источников энергии Индии ответственно за исследования и разработки, защиту интеллектуальной собственности и международное сотрудничество, продвижение и координацию в области возобновляемых источников энергии, таких как энергия ветра, малая гидроэнергетика, биогаз и солнечная энергия. Общая цель Министерства заключается в разработке и внедрении новых и возобновляемых источников энергии для пополнения энергетических потребностей Индии.

## История
Энергетический кризис 1970-х годов привел к созданию комиссии по изучению дополнительных источников энергии в Департаменте науки и технологий  в марте 1981 года.
В 1982 году был создан в тогдашнем Министерстве энергетики Департамент нетрадиционных источников энергии.
Десять лет спустя, в 1992 году департамент стал Министерством нетрадиционных источников энергии. В октябре 2006 года Министерство было названо Министерством новых и возобновляемых источников энергии.